# Proteuxoa paratorna
Proteuxoa paratorna là một loài bướm đêm thuộc họ Noctuidae. Nó được tìm thấy ở Nam Úc.